# Priluka
Priluka (en cyrillique : Прилука) est un village de Bosnie-Herzégovine. Il est situé dans la municipalité de Livno, dans le canton 10 et dans la fédération de Bosnie-et-Herzégovine. Selon les premiers résultats du recensement bosnien de 2013, il compte 735 habitants.

## Histoire
Sur le territoire du village se trouve le site archéologique de Vašarovine, où ont été mis au jour des vestiges de fortifications préhistoriques, une tombe de l'âge du fer, les vestiges d'une localité et d'une nécropole romaines ; les objets retrouvés sur le site sont exposés au musée du couvent franciscain de Gorica. Le site est inscrit sur la liste des monuments nationaux de Bosnie-Herzégovine.

## Démographie

### Évolution historique de la population
| 1948 | 1953 | 1961 | 1971 | 1981 | 1991 | 2013 |
| ---- | ---- | ---- | ---- | ---- | ---- | ---- |
| -    | -    | 921  | 963  | 856  | 885  | 735  |

|  |

### Communauté locale
En 1991, la communauté locale de Priluka comptait 2 534 habitants, répartis de la manière suivante :